# الكسندر هاميلتون مكدونالد
الكسندر هاميلتون مكدونالد (بالإنجليزية: Alexander Hamilton McDonald)‏ هو سياسي كندي، ولد في 16 مارس 1919 في كندا، وتوفي في 31 مارس 1980 في أوتاوا في كندا. حزبياً، نشط في Saskatchewan Progress Party ‏ والحزب الليبرالي الكندي. وقد انتخب عضو المجلس التشريعي من ساسكاتشوان وانتخب عضو مجلس الشيوخ الكندي.